# فوکر اس-۱۱
فوکر اس-۱۱ (انگلیسی: Fokker S-11) یک هواپیمای ساخت فوکر است . 